# IC 733
IC 733 ist eine Galaxie vom Hubble-Typ S im Sternbild Becher am Südsternhimmel. Sie ist schätzungsweise 293 Millionen Lichtjahre von der Milchstraße entfernt.
Das Objekt wurde am 13. Mai 1893 vom französischen Astronomen Stéphane Javelle entdeckt.